# Cleistanthus morii
Cleistanthus morii är en emblikaväxtart som beskrevs av Ryozo Kanehira. Cleistanthus morii ingår i släktet Cleistanthus och familjen emblikaväxter. Inga underarter finns listade i Catalogue of Life.